# Kingsley Madu
Kingsley Madu (12 de dezembro de 1995) é um futebolista profissional nigeriano que atua como defensor, atualmente defende o AS Trenčín.

## Carreira
Kingsley Madu fez parte do elenco da Seleção Nigeriana de Futebol nas Olimpíadas de 2016.